# Самоедски народи
Самоедски народи или самоеди е общо название на коренните малочислени народи в Русия: ненци, енци, нганасани, селкупи и почти изчезналите в днешно време саянски самоеди (камасинци, койбали, мотори, тайгийци, карагаси и сойоти), говорещи на самоедски езици, които заедно с угро-финските езици образуват уралското езиково семейство. По-голямата част от самоедските народи живеят в Ненецки автономен окръг (Архангелска област), Ямало-Ненецки автономен окръг (Тюменска област) и Таймирски Долгано-Ненецки район (Красноярски край).

## Народи

### Съществуващи народи
| Народ     | Група           | Език             | Брой   | Най-значима територия         | Други традиционни територии |
| --------- | --------------- | ---------------- | ------ | ----------------------------- | --------------------------- |
| Ненци     | Северни самоеди | Ненецки език     | 45 000 | Ямало-Ненецки автономен окръг | Ненецки автономен окръг     |
| Енци      | Северни самоеди | Ененци език      | 200    | Красноярски край              |                             |
| Нганасани | Северни самоеди | Нганасански език | 900    | Красноярски край              |                             |
| Селкупи   | Северни самоеди | Селкупски език   | 3600   | Ямало-Ненецки автономен окръг | Томска област               |

### Изчезнали народи
- Юрати (северни самоеди) – асимилирани от ненците;
- Камасини (саянски самоеди) – асимилирани от руснаците и хакасите;
- Мотори (саянски самоеди) – асимилирани от руснаците и тюркски народи.

## История
В средата на XVIII век, почти веднага след откриването на двете огнища на заселване на самоедските народи (северно и южно), сред руските научни среди възникват две хипотези за това кое от двете огнища е изходният район на самоедския етногенезис. Преобладава т. нар. „южна хипотеза“, според която древните самоедски скотовъдски племена се сформират на територията на Южен Сибир. Филологът и пътешественик Матиас Кастрен предположил, че в процеса на преселение на народите самоедските племена са били изместени от тюрките от пределите на Саяните на север, където те полагат началото на народи като ненци, енци, нганасани и селкупи. Част от самоедите, останали на юг, впоследствие биват асимилирани от по-големи народи като сибирските татари, тувинците, хакасите, шорците и други.

## Галерия
- Група самоеди около лагерен огън, 1914 г.
- Самоед в зимно облекло (преди 1906 г.).
- Дете ненец.
- Ненци в палатка.
- Самоедско семейство, ок. 1927 г.